# 黎曼-西格尔公式
在数学中，黎曼-西格尔公式是黎曼ζ函數的近似函数方程误差的渐近公式，前者是ζ函數的近似值，由两个有限狄利克雷级数的和来近似。Siegel (1932)在波恩哈德·黎曼1850年代一篇未发表的手稿中发现这个公式。西格尔从黎曼-西格尔积分公式中推导出它，这是一个涉及ζ函数围道积分的表达式。该公式通常用于计算黎曼-西格尔公式的值，与欧德里兹科-肖恩哈格算法相结合，可以大大加快算法的速度。当沿着临界线使用时，通常将其变换为关于Z函数的公式比较有用。
如果M和N是非负整数，那么ζ函数等于
{\displaystyle \zeta (s)=\sum _{n=1}^{N}{\frac {1}{n^{s}}}+\gamma (1-s)\sum _{n=1}^{M}{\frac {1}{n^{1-s}}}+R(s)}
其中
{\displaystyle \gamma (s)=\pi ^{{\tfrac {1}{2}}-s}{\frac {\Gamma \left({\tfrac {s}{2}}\right)}{\Gamma \left({\tfrac {1}{2}}(1-s)\right)}}}
是函数方程ζ(s) = γ(1-s) ζ(1 − s)中出现的因数，且
{\displaystyle R(s)={\frac {-\Gamma (1-s)}{2\pi i}}\int {\frac {(-x)^{s-1}e^{-Nx}}{e^{x}-1}}dx}
是一个围道积分，围道的起点和终点在+∞处，并最多绕绝对值奇点2πM圈。近似函数方程给出了误差项大小的估计。Siegel (1932)和Edwards (1974)通过将最速下降法应用于该积分，推导出黎曼-西格尔公式，将误差项R(s)渐近展开为Im(s)的负幂次级数。在应用中，s通常位于临界线上，并且选择正整数M和N约为(2πIm(s))1/2。Gabcke (1979)发现了一个黎曼-西格尔公式误差的较好界限。

## 黎曼积分公式
黎曼证明了
{\displaystyle \int _{0\searrow 1}{\frac {e^{-i\pi u^{2}+2\pi ipu}}{e^{\pi iu}-e^{-\pi iu}}}du={\frac {e^{i\pi p^{2}}-e^{i\pi p}}{e^{i\pi p}-e^{-i\pi p}}}}
积分围道是一条斜率为-1的线，通过0和1之间(Edwards 1974，7.9)。
他用此给出了以下ζ函数的积分公式：
{\displaystyle \pi ^{-{\tfrac {s}{2}}}\Gamma \left({\tfrac {s}{2}}\right)\zeta (s)=\pi ^{-{\tfrac {s}{2}}}\Gamma \left({\tfrac {s}{2}}\right)\int _{0\swarrow 1}{\frac {x^{-s}e^{\pi ix^{2}}}{e^{\pi ix}-e^{-\pi ix}}}\,dx+\pi ^{-{\frac {1-s}{2}}}\Gamma \left({\tfrac {1-s}{2}}\right)\int _{0\searrow 1}{\frac {x^{s-1}e^{-\pi ix^{2}}}{e^{\pi ix}-e^{-\pi ix}}}\,dx}